# Зовнішнє тертя
Зо́внішнє тертя́ — явище опору відносному переміщенню, яке виникає тільки в зоні контакту поверхні одного тіла з поверхнею іншого по дотичній. Кількісною мірою зовнішнього тертя є сила тертя. Під силою зовнішнього тертя Fв.т. розуміють силу опору відносному ковзанню, яка лежить в площині торкання двох твердих тіл. Іноді силу тертя F плутають із зовнішньою силою Fв, прикладеною до контактуючих тіл і рівною їй за величиною, але протилежною за напрямком.
У механіці силу тертя вважають неконсервативною, тобто для якої робота залежить від траєкторії руху точки прикладення сили.
При додаванні зовнішньої сили спочатку спостерігається мікроскопічний частковий оборотний зсув твердих тіл у напрямі дії сили — попередній зсув. Сила, відповідна максимальній величині попереднього зсуву, буде рівною за величиною і протилежною за напрямком силі тертя спокою Fс.
Сила Fз.т. за величиною менша сили тертя спокою і називається неповною силою тертя спокою.
Сила тертя, що виникає при терті ковзання, називається силою тертя ковзання. Зазвичай ця сила менша або рівна за величиною силі тертя спокою.